# Empis dubia
Empis dubia är en tvåvingeart som först beskrevs av Giovanni Antonio Scopoli 1763.  Empis dubia ingår i släktet Empis och familjen dansflugor.
Artens utbredningsområde är Italien. Inga underarter finns listade i Catalogue of Life.